# 1736

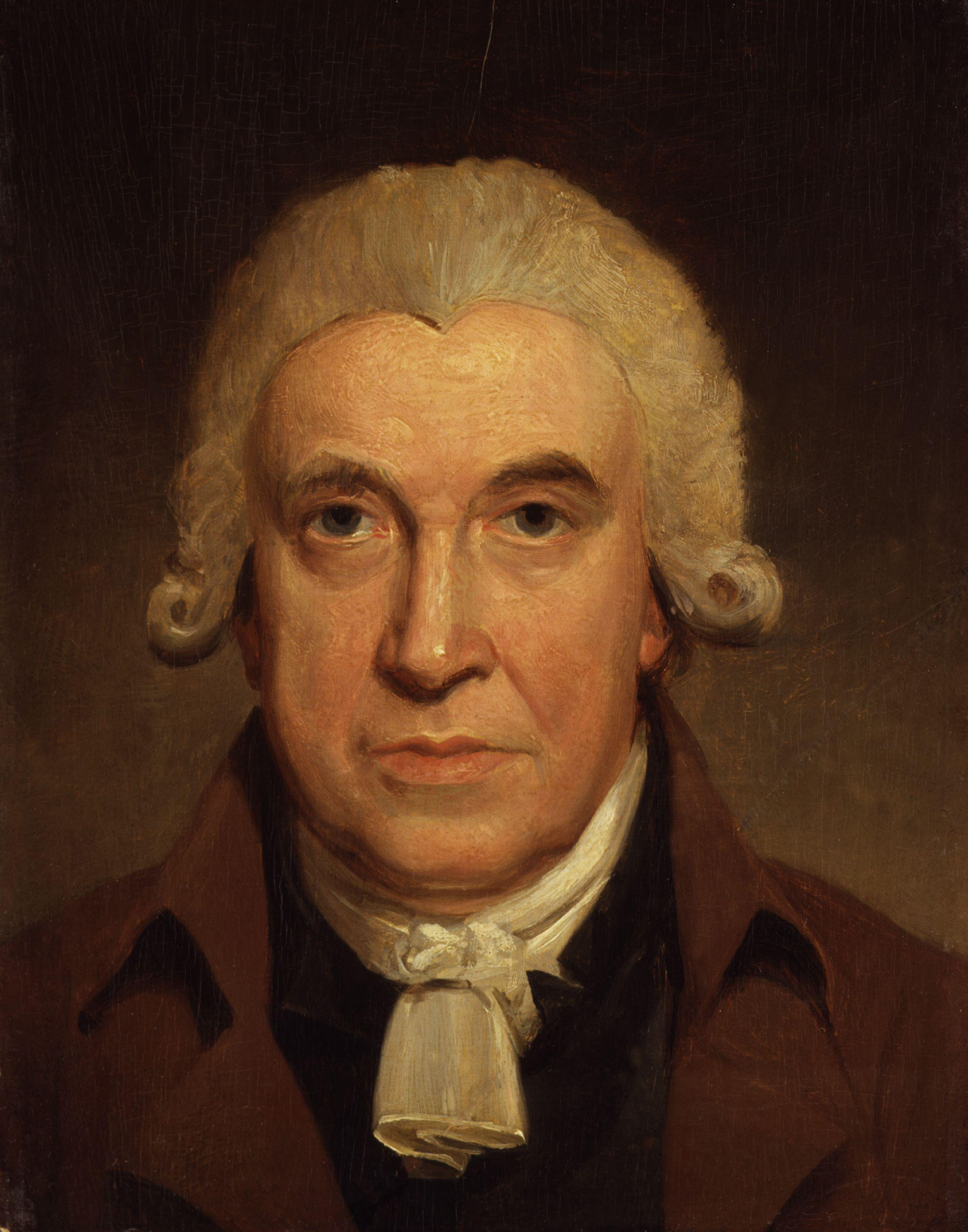
James Watt. Retrato pintado por Henry Howard. Galeria de arte National Portrait Gallery, em Londres.

- Wikisource

| Calendário gregoriano                                                        | 1736 MDCCXXXVI                       |
| Ab urbe condita                                                              | 2489                                 |
| Calendário arménio                                                           | 1185 – 1186                          |
| Calendário bahá'í                                                            | -108 – -107                          |
| Calendário budista                                                           | 2280                                 |
| Calendário chinês                                                            | 4432 – 4433 Início a 12 de fevereiro |
| Calendário copta                                                             | 1452 – 1453                          |
| Calendário etíope                                                            | 1728 – 1729                          |
| Calendários hindus - Vikram Samvat - Calendário nacional indiano - Cáli Iuga | 1791 – 1792 1657 – 1658 4836 – 4837  |
| Calendário Holoceno                                                          | 11736                                |
| Calendário islâmico                                                          | 1149 – 1150                          |
| Calendário judaico                                                           | 5496 – 5497                          |
| Calendário persa                                                             | 1114 – 1115                          |
| Calendário rúnico                                                            | 1986                                 |
| Calendário solar tailandês                                                   | 2279                                 |

1736 (MDCCXXXVI, na numeração romana)  foi um ano bissexto do século XVIII  do atual Calendário Gregoriano, da Era de Cristo, e as suas letras dominicais foram  A e G (52 semanas), teve início a um domingo e terminou a uma segunda-feira.
| Ano completo                       |
| ---------------------------------- |
| Ano bissexto com início ao domingo |

## Eventos
- Fim do reinado de Mipham Wangpo, Desi Druk do Reino do Butão.
- Inicio do reinado de Khuwo Peljor, Desi Druk do Reino do Butão, reinou até 1739.

## Nascimentos
- 19 de Janeiro - James Watt, inventor da máquina a vapor.
- 25 de janeiro - Joseph-Louis de Lagrange, matemático francês (m. 1813).
- 14 de junho - Charles de Coulomb, físico francês.

## Por tema
- 1736 na ciência
- 1736 na literatura
- 1736 na religião